# 三河市
三河市是中华人民共和国河北省的一个县级市，由廊坊市代管，位于北京市和天津市之间，京哈铁路沿线。三河市为较具实力的县市之一，因泃河、洳河、鲍邱河三条河流经县域而得名，市人民政府驻鼎盛东大街5号。
三河地处中国首都东大门，西距天安门30公里、北距北京首都国际机场30公里、南距天津125公里、东到唐山121公里。

## 历史沿革
据孟各庄和刘白塔村出土文物考证，早在新石器时代，三河地域已有人类聚居。
西周前归属，无文字记载。春秋、战国时，属燕地。秦属渔阳郡。
西汉置路县，三河为幽州渔阳郡路县地。王莽篡位，改路县为通路亭。东汉，改“路县”为“潞县”，三河地域均隶之。东汉末，为袁绍辖地。三国，属于魏。
西晋，属幽州燕国广阳郡潞县。东晋十六国，先后属于后赵、前燕、前秦、后燕和北魏幽州渔阳郡潞县。
南北朝时，初为北朝北魏地。永熙三年（534年），北魏分裂为东、西魏后，属东魏渔阳郡潞县地。东魏武定八年、北齐天保元年（550年）后，为北齐渔阳郡地。
隋时，属涿郡潞县地。唐武德二年（619年），析幽州置玄州，同时析玄州潞县东部地区置临泃县（以县治濒临泃河得名）。貞觀元年（627年）废玄州，并入幽州。撤临泃县，复入潞县。开元四年（716年），再析幽州潞县东部置三河县。开元十八年（730年），改隶于蓟州。
五代十国初，三河属于后梁。乾化元年（911年），刘守光僭称燕帝，三河属燕国蓟州。后唐同光元年（923年），李存勖灭后梁和燕，称帝，三河隶于后唐蓟州。后晋天福元年（936年），石敬瑭割燕云十六州赂契丹，三河随之入契丹，属蓟州尚武军。
辽开泰元年（1012年），三河属辽南京道幽都府蓟州。后改幽都府为析津府，三河仍隶于蓟州。

宋宣和四年（金天辅六年，1122年）十二月，金太祖完颜旻攻克辽南京（今北京），三河属于金。宣和五年，金以燕京（辽称南京，今北京）6州还宋，三河随之归宋。宣和七年，复为金地。金天德三年（1151年），升潞县为通州，三河隶之。金贞元元年（1153年），金改燕京为中都路，置大兴府，三河属大兴府通州。
元太祖十年（1215年）五月，克中都（今北京），三河始为元属地。世祖中统元年（1260年），隶于中书省。至元二十一年（1284年），置大都路总管府，三河属直隶中书省大都路通州。
明洪武元年（1368年）八月，改大都路为北平府，十月属山东行省。二年三月，改属北平。十年，省平谷入三河。十三年，仍设平谷。永乐元年（1403年）正月，北平升为北京，改北平府为顺天府。十九年正月，明成祖朱棣迁都北京，改北京为京师。三河属京师顺天府通州。
清，三河属直隶省顺天府通州，隶通永道。雍正四年（1726年），以通永道专司河务，通州、三河等州县一并改属霸昌道。十二年，复归通永道。
中华民国元年（1912年），三河仍属顺天府。1914年，属京兆特别区。1928年，国民政府迁都南京，改京兆特别区为河北省，三河属之。1935年11月25日，殷汝耕在通县（原通州）成立伪“冀东防共自治政府”，辖三河、唐山等22县2市。1938年至1945年8月间，日本侵略军在三河建有伪县政府，隶属河北省冀东道。
1938年7月6日，冀东抗日武装起义爆发后，为适应抗日战争需要，逐步建立起抗日联合县的人民政权。1940年4月至10月，市域部分村庄隶属于蓟平密联合县三河特别区。1940年秋，建立蓟宝三联合县，隶属于晋察冀边区第十三行政督察专员公署（习称冀东十三专署）。1942年秋，市域分属平三密和蓟宝三两个联合县。1943年底，平三蓟（平三密改称）联合县隶属于冀热辽行署第一专署。1945年1月，三河分属于平三蓟和三通顺、三通香联合县，隶于冀热辽区行署第十四专署。1946年1月，各联合县撤销，三河属冀东区行署第十四专署。同年9月5日，国民革命军占领三河，其政区属河北省通县专署。1947年春，冀热辽解放区改称冀察热辽解放区，划属为东北解放区的一部分。5月1日，冀东区行政公署正式划归东北行政委员会领导，三河仍属冀东区行政公署第十四专署。
1949年8月1日，三河县属于河北省通县专区。1952年，三河县和香河县之间的大厂析设大厂回族自治区(1955年，改名为大厂回族自治县)。1958年4月，撤销通县专区，三河隶于唐山专区。同年12月，撤销三河县建制，与大厂回族自治县一同并入蓟县。1960年4月，撤销唐山专区，所属各县划归唐山市。同月，改隶天津市。1961年7月，天津市所辖蓟县（含三河）宝坻等县划归天津专区。1962年6月，恢复三河县建制，仍隶天津专区。1967年11月，天津专区改为天津地区。1973年12月，天津地区改称廊坊地区。1988年9月，廊坊地区改为地级廊坊市。1993年4月，三河撤县建县级三河市，仍属廊坊市管辖。
2005年，被河北省确定为首批扩权县之一。

## 人口
根据第七次人口普查数据，截至2020年11月1日零时，三河市常住人口为965075人。

## 經濟
2010年其综合竞争力位居河北省各县（市）的第四位，全国县域经济百强县（市）的第七十九位。2009年三河市GDP总量268亿元（折合39亿美元）。 

2023年，地区生产总值610.3亿元，一般公共预算收入54.9亿元，城乡居民人均可支配收入58491元和27694元。

## 气候
年均温11.2℃，年均降水量600毫米。

## 行政区划
全市辖6个街道、10个镇以及3个开发园区
- 街道：鼎盛东街道、泃阳西街道、康城街道、迎宾北路街道、行宫东街道、燕顺路街道
- 镇：泃阳镇、李旗庄镇、杨庄镇、皇庄镇、新集镇、段甲岭镇、黄土庄镇、高楼镇、齐心庄镇、燕郊镇
- 开发园区：燕郊经济技术开发区（国家级）、河北三河国家农业科技园区（省级）、三河经济开发区

## 交通

### 铁路
- 京哈铁路（北京－秦皇岛－哈尔滨）燕郊站、三平站、三河县站、段甲岭站
- 京唐城际铁路（北京-唐山）燕郊站
- 京滨城际铁路（北京-天津）燕郊站
- 大秦铁路（大同-秦皇岛）大石庄站（货运）
- 平谷地方铁路 （三平-马坊）三平站（货运）

### 公路
- 京秦高速、 首都环线高速、密涿高速
- 102国道（含通燕高速）、 230国道
- 204省道（密三路）、 206省道（平三路）、 274省道（平香线）、 224省道（木燕路）（三河燕郊段称迎宾路）、三河南连接线、大厂连接线
- 县道（X001李大线（北京境内称七大路）、蒋渠线、X751蒋谭线、侯谭线、X704马皇线、X021燕顺路（北京境内称木燕辅路）、X712大香支线）

### 地铁
- 北京地铁平谷线（在建，将于2025年与北京段同步通车，全长30公里）

其中，河北三河段站点分别为：燕郊镇站、神威大街站、潮白大街站、高楼站、齐心庄站

### 公交
城区公交：
101路 102路 103路 104路 105路 201路 202路 202支 301路 302路 303路 304路 305路 306路 307路 308路 309路 310路 401路 临1路 京唐城际铁路燕郊站接驳线
城乡公交：
501路 502路 503路/503快 503支 505路 505支 507路 508路 509路 510路 510支 512路 513路 515路 516路 517路 519路 520路 三河-平谷线
其他专线：
旅游1线 旅游2线 旅游3线 旅游4线 大厂线 三香线 三宝线 燕潮夜市1线 燕潮夜市2线 燕潮夜市3线 城铁接驳1路 城铁接驳2路 城铁接驳3路
撤销或停运线路：
203路 304支 306路 504路 511路 514路 518路 微循环1路 微循环2路 微循环3路 微循环4路
北京公交跨域：
811路 812路 813路 814路 815快 818路 819路 882路 893路 894路 930路 燕郊专线 快专9 快专20 快专61

天津蓟州公交跨域：
蓟55路 蓟58路

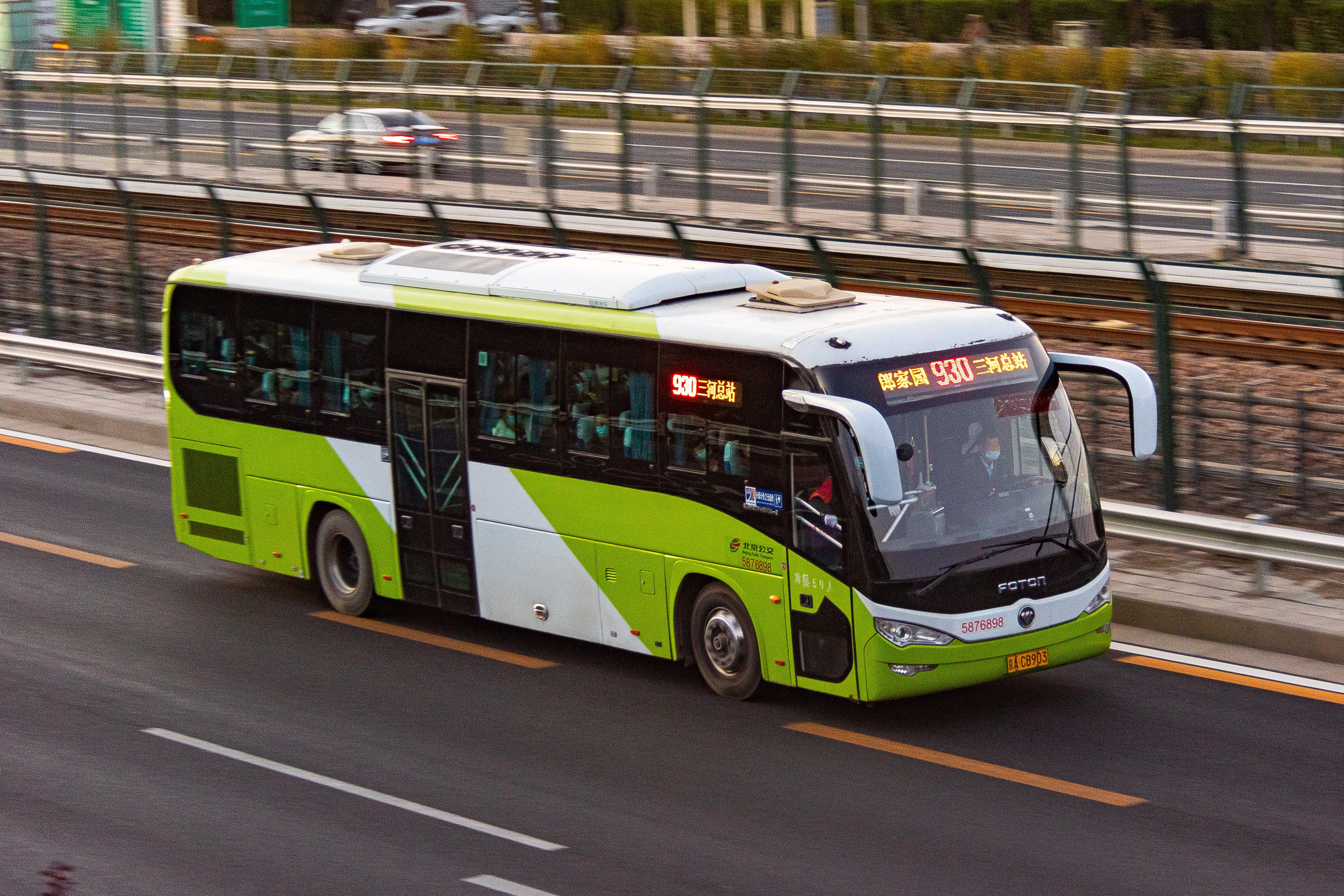
北京公交930路三河总站方向在京通快速路行驶中

此外还有多条京津冀定制快巴线路通往三河东市区和西市区

## 教育

### 高等学校
- 华北科技学院、防灾科技学院、燕京理工学院、中央美术学院(燕郊)、民政职业大学（燕郊）、中共交通运输部学校、北京交通部管理干部学院、民政部管理干部学院、北京世贸研修学院、北京经济技术职业学院、中国社会科学院大学、中国防卫科技学院、廊坊燕京职业技术学院

### 中等学校
三河市技工学校、三河市职业教育中心、三河市特殊教育学校

#### 高级中学
- 三河一中、三河二中、三河三中
- 光大学校、燕郊育才学校、光大实验中学（华冠校区）、燕新学校、燕灵路中学、港中旅中学（北京实验中学三河校区）、衡臻立仁高级中学、燕郊润德高级中学、燕达实验学校（高中部）

#### 初级中学
- 三河四中、三河五中、三河六中、三河七中、三河八中、三河九中、三河十中、燕郊中学 、冶金中学、新集中学、三河五中（南校区）
- 三河市第一实验中学、三河市第二实验中学、三河市第三实验中学、汇福实验学校（初中部）、燕达实验学校（初中部）、燕昌中学（北京潞河中学三河校区）

### 初等学校
- 三河一小、三河二小、三河三小、三河四小、三河五小、三河六小、三河七小、三河八小、三河九小、三河十小
- 三河市实验小学、汇福实验学校（小学部）、蓝天小学、高楼小学、高楼二小、行宫小学、燕郊小学、冶金小学
- 冯家府小学、诸葛店小学、小柳小学、马起乏小学、张营小学、圣屯小学、西柳小学、五福庄小学、孤山小学、北杨庄小学、皇庄小学、赵河沟小学、沟北小学、西小汪小学、灵山小学、栲山小学、大石庄小学、段甲岭小学、段甲岭第三小学、蒋福山小学、黄土庄小学、高各庄小学、李枣林小学、三福庄小学、燕达实验小学、翟各庄小学、李旗庄小学、化甲屯小学、陈庄小学、西定府小学、孟辛庄小学、新集小学、东营小学、燕郊实验小学、齐心庄小学、燕南小学、蔡官营小学、北燕村小学、泗河小学、新集张庄小学、大罗村小学

### 学前教育
- 三河一幼、三河二幼、三河三幼、三河四幼、三河五幼、三河六幼、三河七幼、三河八幼、
- 高新区一幼、高新区二幼、高新区三幼、青年社区幼儿园